# Application mobile
Pour un article plus général, voir Application (informatique).
Pour les articles homonymes, voir Application.
Une application mobile ou appli est un logiciel applicatif conçu pour un appareil électronique mobile, tel qu'un assistant personnel, un téléphone mobile, un smartphone, un baladeur numérique, une tablette tactile.
Elles sont pour la plupart distribuées depuis des magasins d'applications (parfois elles-mêmes contrôlées par les fabricants de smartphones) tels que l'App Store (magasin d'Apple), le Google Play (plateforme de Google / Android), ou encore le Microsoft Store (plateforme de Microsoft pour Windows 10 Mobile). Mais des applications peuvent aussi être installées sur un ordinateur, grâce par exemple au logiciel iTunes distribué par Apple pour ses appareils. Les applications distribuées à partir des magasins d'applications sont soit payantes, soit gratuites mais généralement avec des publicités.
Sur certaines plateformes, les applications peuvent aussi être installées à partir de sources tierces, via un site non affilié au distributeur d'origine. Sur Android, cela est possible en activant le mode développeur. Sur iOS, cette manipulation est possible soit en étant développeur Apple, soit en possédant un appareil jailbreaké.

## Terminologie et réglementation
La réglementation européenne, notamment le règlement (UE) 2022/1925 du Parlement européen et du Conseil du 14 septembre 2022 relatif aux marchés contestables et équitables dans le secteur numérique considère :
- « application logicielle » : « tout produit ou service numérique fonctionnant sur un système d’exploitation[1] » ;
- « boutique d’applications logicielles » : « un type de services d’intermédiation en ligne qui se concentre sur les applications logicielles en tant que produit ou service intermédié[1] ».

## Histoire
Les applications mobiles sont apparues dans les années 1990, elles sont liées aux développements d'Internet et des télécommunications, des réseaux sans fils et des technologies agents, et à l’apparition et la démocratisation des terminaux mobiles : smartphones, tablettes tactiles... Le nombre d'applications mobiles disponible augmente rapidement à partir de 2007 date du lancement de l'iPhone. Les deux principaux services de  plateformes de téléchargement, l'App Store et le Google Play, sont lancés en 2008.

## Développement
Chacun des OS mobile dispose d'un langage de programmation qui lui est propre, permettant le développement de ses applications. Les applications pour les terminaux Apple sont développées dans un langage principalement dédié à ces applications mobiles, le Swift. Celles pour Windows Mobile, sont développées en C#, langage aussi utilisé pour les programmes exécutables de Microsoft Windows (.exe). Le système Android utilise, quant à lui, un langage universel, le Java, langage pouvant être utilisé pour les ordinateurs, le développement Web (JEE).

### Applications natives
Les applications natives sont celles qui sont développées avec le langage de programmation natif propre au système d'exploitation, par exemple Java pour Android et Swift pour iOS.

### Applications hybrides
Une application hybride ou cross-plateformes, est une application avec le même code source, pour plusieurs plateformes. On utilise généralement pour le développement hybride, des frameworks comme React Native, Ionic, ou Flutter. Ces frameworks sont compatibles aves les différents systèmes d'exploitations, tout en utilisant leurs composants natifs.

### Progressive web apps
Une application web progressive, est une application web, fonctionnant de façon similaire à une application mobile. La progressive web app, est installable depuis un navigateur web. L'application web progressive est ensuite accessible depuis l'écran du smartphone.

### Applications intelligentes
Les applications intelligentes (« SmartApps » en anglais) sont un type d'applications qui évoluent en permanence en fonction des usages des utilisateurs. Ces applications intègrent des technologies d'apprentissage profond (en anglais « Deep Learning ») et d'apprentissage automatique (en anglais « Machine Learning »).

## Objectifs et évolutions
Les applications visaient initialement l'amélioration de la productivité et la facilitation de la récupération d'informations telles que courrier électronique, calendrier électronique, contacts, marché boursier et informations météorologiques. 
Vers 2005, elles pénètrent les sociétés.
Puis, les développeurs d'application répondent ensuite à une demande du public et la disponibilité d'outils de développement ont conduit à une expansion rapide dans d'autres domaines, comme :
- les jeux mobiles ;
- les automatismes industriels ;
- le GPS et les services permettant la localisation ;
- les opérations bancaires ;
- les suivis des commandes, l'achat de billets ;
- des applications médicales mobiles ;
- la réalité virtuelle[12] ;
- l'écoute de musiques ou de radios ;
- la visualisation de vidéos ou de chaines de télévision ;
- la consultation d'Internet ;
- les réseaux sociaux généraux (type Facebook) ;
- les réseaux sociaux spécialisés.

## Statistiques
Environ 200 milliards d'applications mobiles ont été téléchargées jusqu'en 2015, alors qu'en 2009, deux milliards seulement l'avaient été.  De 2011 à 2015, les applications mobiles ont généré un revenu de 45,37 milliards de dollars. 
En 2017, 178,1 milliards d'applications mobiles ont été téléchargées. En 2019, le chiffre monte à 205,4 milliards ; Facebook est classée au premier rang avec plus de 130 millions de téléchargements mensuels de cette application dans le monde.

## Sécurité
La sécurité des applications mobiles est un enjeu qui prend de l'ampleur avec le transfert des applications web contrôlées sur un serveur, vers des applications mobiles téléchargées et exécutées sur un appareil mobile. Parmi les applications les plus critiques quant à la sécurité, on peut lister les applications bancaires, de santé, de commerce en ligne, et celles liées à l'identité.

## Controverse entreapplications Webet applications mobiles
En 2012, Tim Berners-Lee (créateur du web) critique les applications mobiles fermées ne faisant pas usage du Web et du HTML. 
Le Web symbolise un monde ouvert, tandis que le monde des applications mobiles est cloisonné. Il propose aux développeurs de logiciels pour les applis mobiles une solution (open web apps) utilisant le standard HTML5,.

## Craintes relatives à la non-protection des données personnelles

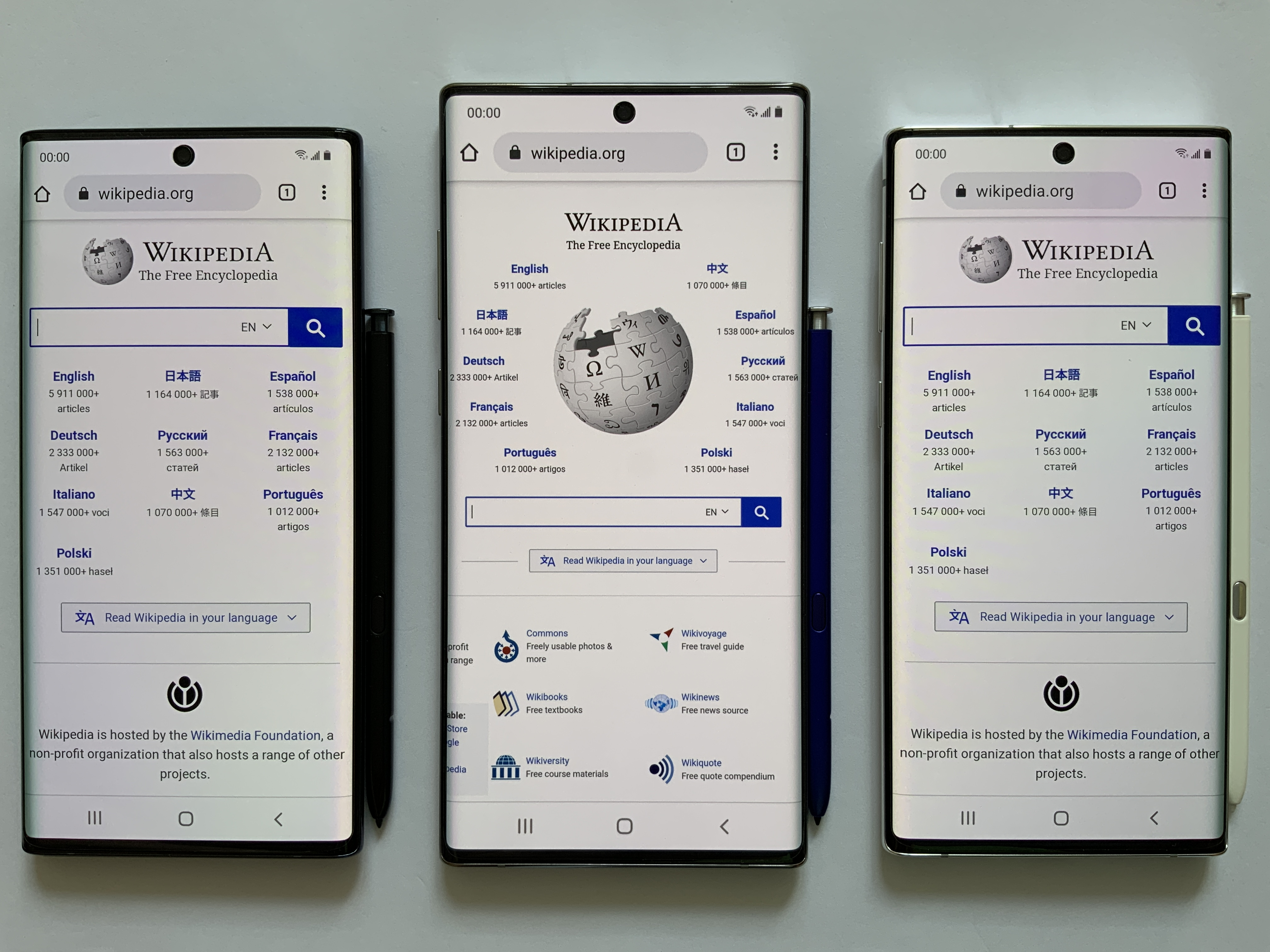
Samsung Galaxy Note 10.

Les obligations légales (information de l'utilisateur via les mentions légales, et respect de la loi pour la confiance dans l'économie numérique notamment) des applications sont les mêmes que celles des sites web.
En 2014, selon le parlement et la commission européenne « Neuf Européens sur dix (92 %) disent qu'ils sont préoccupés par les applications mobiles (App) susceptibles de collecter leurs données personnelles sans leur consentement » et « Sept Européens sur dix sont préoccupés par l'utilisation potentielle que les entreprises peuvent faire de l'information divulguée ». Le parlement européen prépare une nouvelle stratégie et une réglementation sur la protection des données.

## Diffusion
Une liste d'exemples de boutiques en ligne est disponible sur la page dédiée :

## Prospective
Leur potentiel est loin d'avoir été entièrement exploré et exploité ; de nombreuses innovations sont attendues, issues de la créativité des développeurs et des utilisateurs, ainsi que des évolutions technologiques. Les médias citent par exemple 
- la réalité augmentée[19],[20]ou la réalité mixte voire la réalité virtuelle ;
- les outils d'analyse d'audience[20];
- l'intelligence artificielle et l'apprentissage automatique[20] ;
- les assistants virtuels et chatbots[20] ;
- le traitement de la parole ;
- les outils d'amélioration de l'UX et de l'UI pour une plus grande personnalisation[20] ;
- les sciences participatives et citoyennes ;
- des applications commandées par la pensée, etc.

## Mode en ligne ou hors ligne
Une application peut aussi être accessible en ligne ou hors ligne: l'application  Euro Rescue  destinée aux secouristes routier l'est car les lieux d’accident sont souvent très loin des zones urbanisées et mal couvertes par la 4G.

## Critique
De nombreux développeurs de produits mobiles et digitaux critiquent maintenant le Produit minimum viable (MVP ou Minimum Viable Product), parce que les clients peuvent facilement passer d'un produit concurrent à l'autre via des plateformes (par exemple les magasins d'applications). Les produits qui n'offrent pas la norme minimale de qualité demandée sont inférieurs à ceux des concurrents qui entrent sur le marché avec une norme supérieure. La critique de l'approche MVP a conduit à plusieurs nouvelles approches, par exemple l'Expérience Minimum Viable MVE.

## Aspects financiers
Le marché des boutiques d’applications mobiles et des applications est lucratif. Les applications génèrent des revenus grâce à différentes formes de monétisation. Cette monétisation prend différentes formes : 
- Achat in-app
- Publicité et lien d'affiliation
- Abonnement à certains services (jeux musiques)

Si la majorité des applications mobiles, sont gratuites, certaines existent seulement en version payante, il faut payer via les boutiques d'applications afin de les utiliser.